# Kolpingfamilie Feldkirch

Logo des Kolpingwerkes

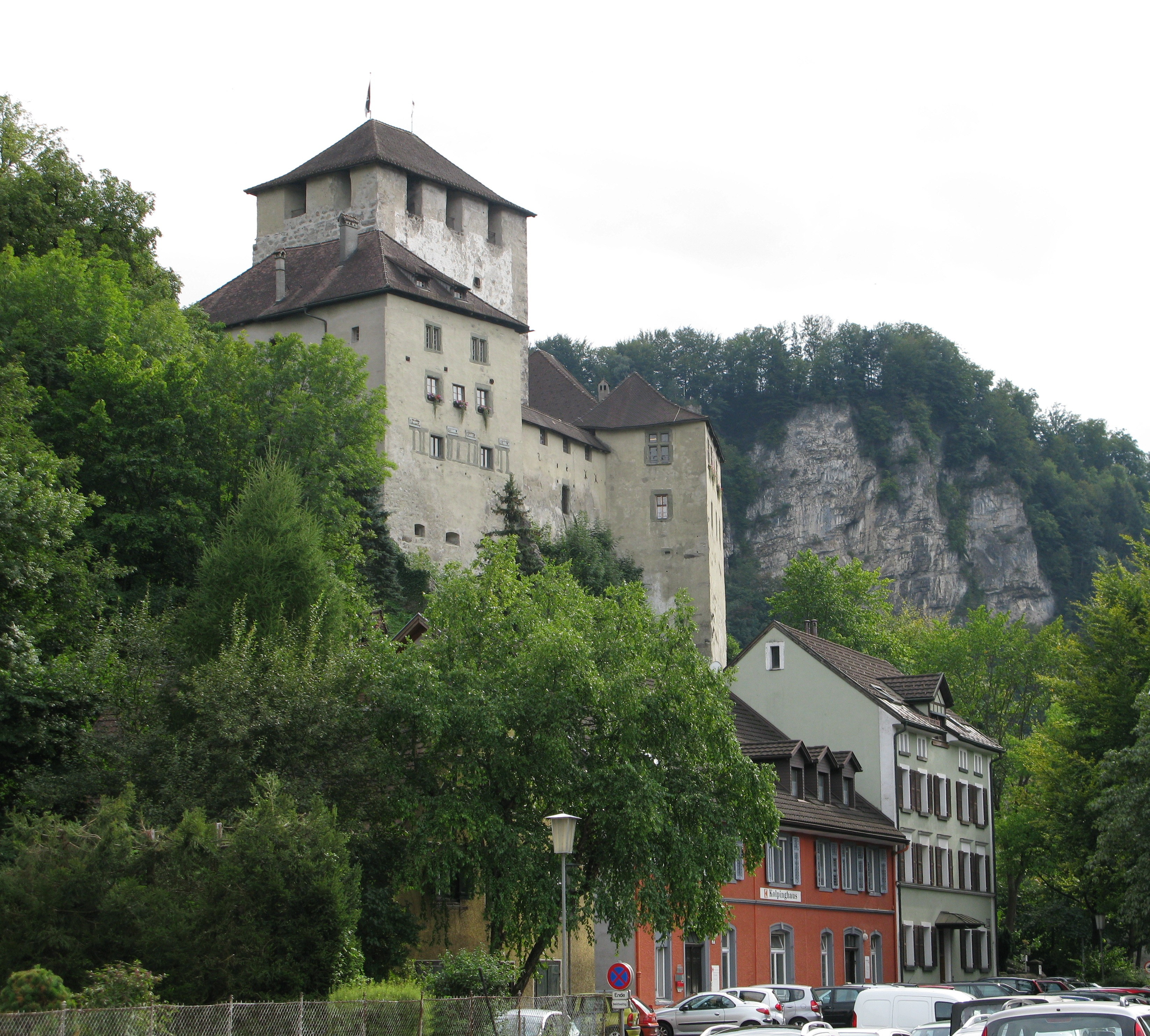
Direkt unter der Schattenburg, das Kolpinghaus (rot)

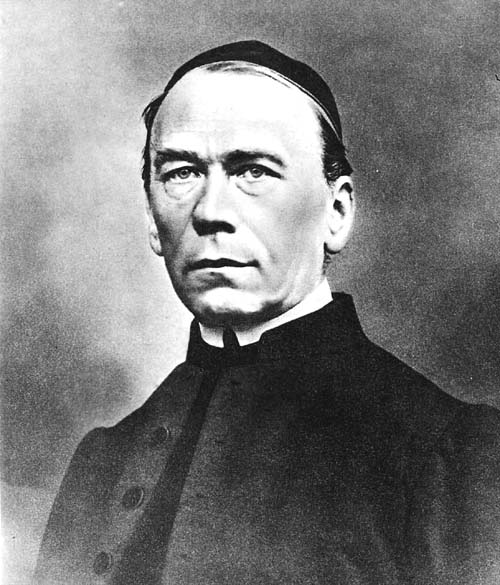
Adolph Kolping, Begründer des Kolpingwerkes

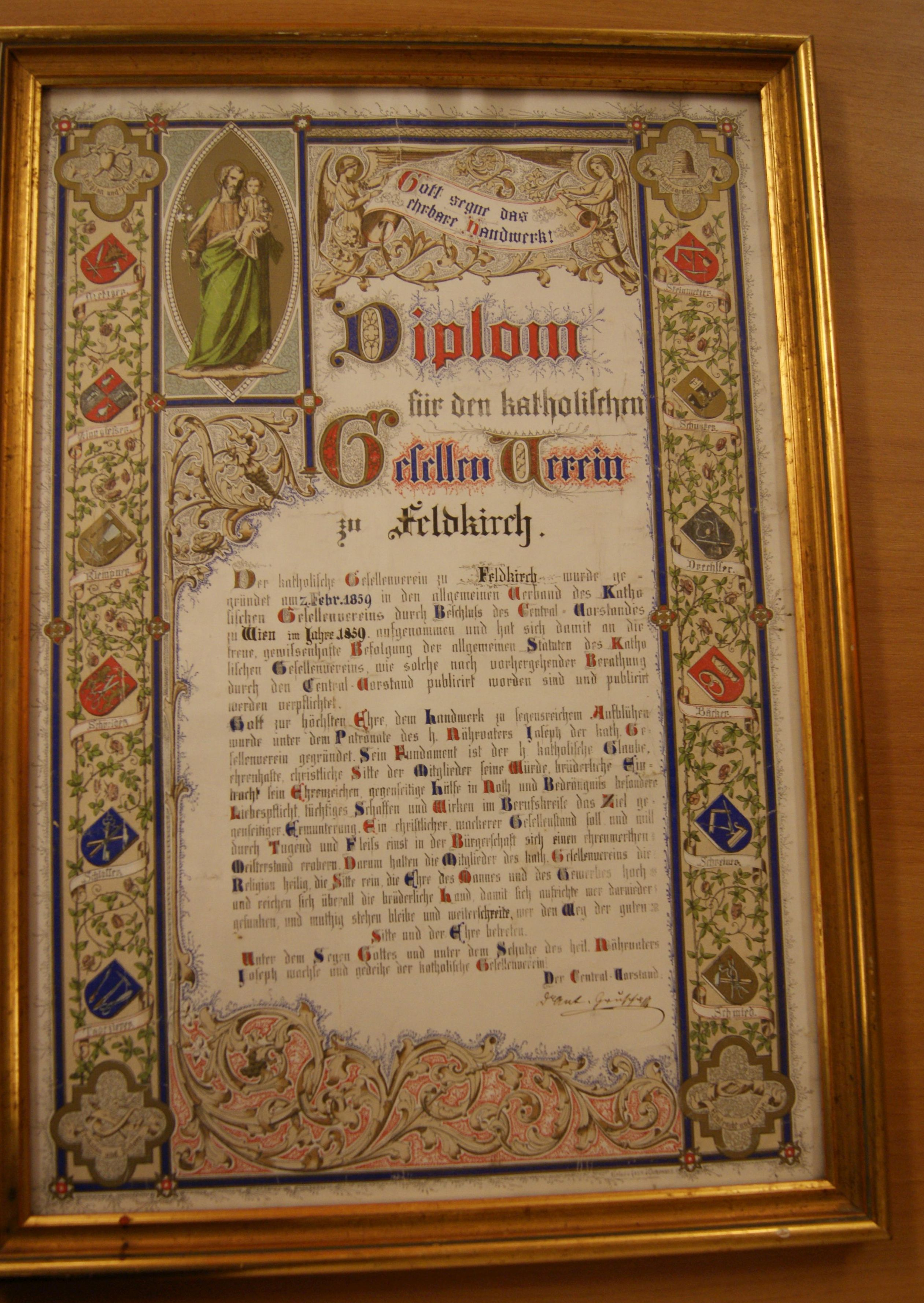
Diplom über die Aufnahme in das katholische Gesellenvereinswerk

Die Kolpingfamilie Feldkirch ist ein nationaler katholischer Sozial- und Arbeiterverein mit Sitz in Feldkirch in Vorarlberg, Österreich. Er ist benannt nach Adolph Kolping (1813–1865), der zweiter Präses des von Johann Gregor Breuer 1846 in Elberfeld gegründeten Gesellenvereins war und an vielen anderen Orten weitere Gesellenvereine gründete.
Neben der Kolpingfamilie Feldkirch gibt es in Vorarlberg noch den Diözesanverband Vorarlberg, die Kolpingsfamilie Altach, die Kolpingsfamilie Bezau, die Kolpingsfamilie Bludenz, die Kolpingsfamilie Bregenz, die Kolpingsfamilie Dornbirn und die Kolpingsfamilie Götzis.
Kernstück und Schwerpunkt der Arbeit der Kolpingfamilie Feldkirch ist das Engagement mit und für die Familie. Der Kolpinggruß lautet „Treu Kolping“ mit der Antwort „Kolping treu“.

## Geschichte
Das Kolpingwerk in Feldkirch begann wie in anderen Ländern als katholische Gemeinschaft für Handwerksgesellen. Der Verein wurde als „katholische Gesellenverein“ in Feldkirch 1859 von Stadtpfarrer Fidel Häusle (gest. 8. Juni 1869) auf Anregung des Tischlergesellen Lorenz Ris aus Amberg gegründet. Es handelt sich dabei um den ältesten noch bestehenden Gesellenverein in Vorarlberg. Die Genehmigung der Vereinssatzungen erfolgte am 8. Dezember 1858, als eigentliches Gründungsdatum gilt der 2. Februar 1859. Damit ist der Feldkircher Gesellenverein auch im gesamten Kolpingwerk in Österreich einer der am frühesten gegründeten. Adolf Kolping hat den Verein in Feldkirch noch persönlich besucht. Bereits im folgenden Jahr der Vereinsgründung hatte der Verein 70 Mitglieder.
Aus Anlass der Vereinsgründung wurde ein Gottesdienst in der katholischen Basilika Rankweil und eine abendliche Festveranstaltung abgehalten. Zum ersten Vereinspräses bestimmte die Versammlung Stadtpfarrer Fidel Häusle, Stellvertreter wurde der Feldkircher Generalvikariatssekretär Thomas Fritsch. Thomas Fritsch (gest. 11. November 1875) folgte 1869 als Präses nach.
1865 wurde eine Bibliothek für die Mitglieder des Gesellenvereins gegründet. 1867 bestand diese Bibliothek aus 306 Bänden.
Gemäß dem Jahresbericht vom 7. Februar 1868 hatte der Verein zum Ende des Jahres 1867 78 Ehrenmitglieder. Als soziale Hilfestellung wurden damals den Mitgliedern angeboten: unentgeltlicher Unterricht in Rechnen, schriftlichem Aufsatz, Schönschreiben und Deklamation. Daneben bestand nun eine Vereinsbibliothek mit 499 Bänden und in der Vereinskrankenkasse befanden sich 78 Gulden und 30 Kronen. Sechs Gesellen erhielten daraus Unterstützung. Ab 1872 wurde zusätzlich noch Buchhaltung und Religion unterrichtet und der Verein betrieb auch eine Sparkasse.
Bereits 16 Jahre nach der Gründung hatte der Gesellenverein 1099 Gesellen als Mitglieder, ein Vermögen in der Gesellenkrankenkasse von 162 Gulden und eine Bibliothek mit 417 Bänden. 1875 wurde am Goaßacker Platz, heute Jahnplatz, der „Blumsche Stadel“ gekauft und zum bis heute bestehenden Gesellenhaus (Kolpinghaus) umgebaut. Der Kauf wurde durch die als „edle Wohltäterin“ bezeichnete Madam Muther ermöglicht. Nachfolger von Thomas Fritsch wurde Anton Walter (gest. 1917).
Im Vereinsbericht vom 3. Februar 1878 ist festgehalten, dass der Verein seit 1859 (Gründungsjahr) 1521 Gesellen aufgenommen hat und 1877 wiederum 72 Gesellen neu beigetreten sind. Im Kolpinghaus fanden 1877 über 100 Gesellen Unterkunft. Auch in diesem Bericht des Präses, Anton Walter, wird auf die Soziale Frage hingewiesen: Mit der Pflege des katholischen Gesellenvereins wird ein Stück der sozialen Frage gelöst, langsam beginnt man sich auch in den höheren Kreisen für die arbeitende, ärmere Bevölkerung zu interessieren. Wäre dieses schon früher geschehen, so hätte der Sozialismus nicht diese Ausdehnung gewinnen können.
Am 16. November 1887 versammelten sich im Saal des Katholischen Gesellenvereins in Feldkirch „50 Herren geistlichen und weltlichen Standes“, um sich wegen der Gründung eines im katholischen Geiste geleiteten Lehrerseminars in Vorarlberg zu besprechen. Dieses sollte zum Andenken an das vierzigjährige Regierungsjubiläum des Kaisers Franz Joseph I. errichtet werden. Am 26. November 1888 konnte die neue Lehrerbildungsanstalt mit 24 Kandidaten und drei Lehrern aus dem Orden der Schulbrüder eröffnet werden.
Der Ausbau des Kolpinghauses war ein ständiges Anliegen und im Bericht vom 18. September 1895 wird hierzu festgehalten: Die Mittel zum Ausbau unseres Hauses liegen noch recht im Argen. Wir hoffen mit dem Theaterspiel in Dornbirn unsere Finanzen aufbessern zu können. Diese Veranstaltungen waren finanziell erfolgreich und am 3. Februar 1900 konnte das Gründungsfest im neu restaurierten Saal abgehalten werden.
Am 12. September 1909 wurde das fünfzigjährige Bestehen des Gesellenvereins in Feldkirch mit einer Festmesse um 10:30 Uhr und einem anschließend Festzug durch die Stadt begangen und um 20:00 Uhr mit einer Festveranstaltung im Saalbau des Kolpinghauses, zu dem auch der Präses des Hauptgesellenvereins aus Wien anreiste.

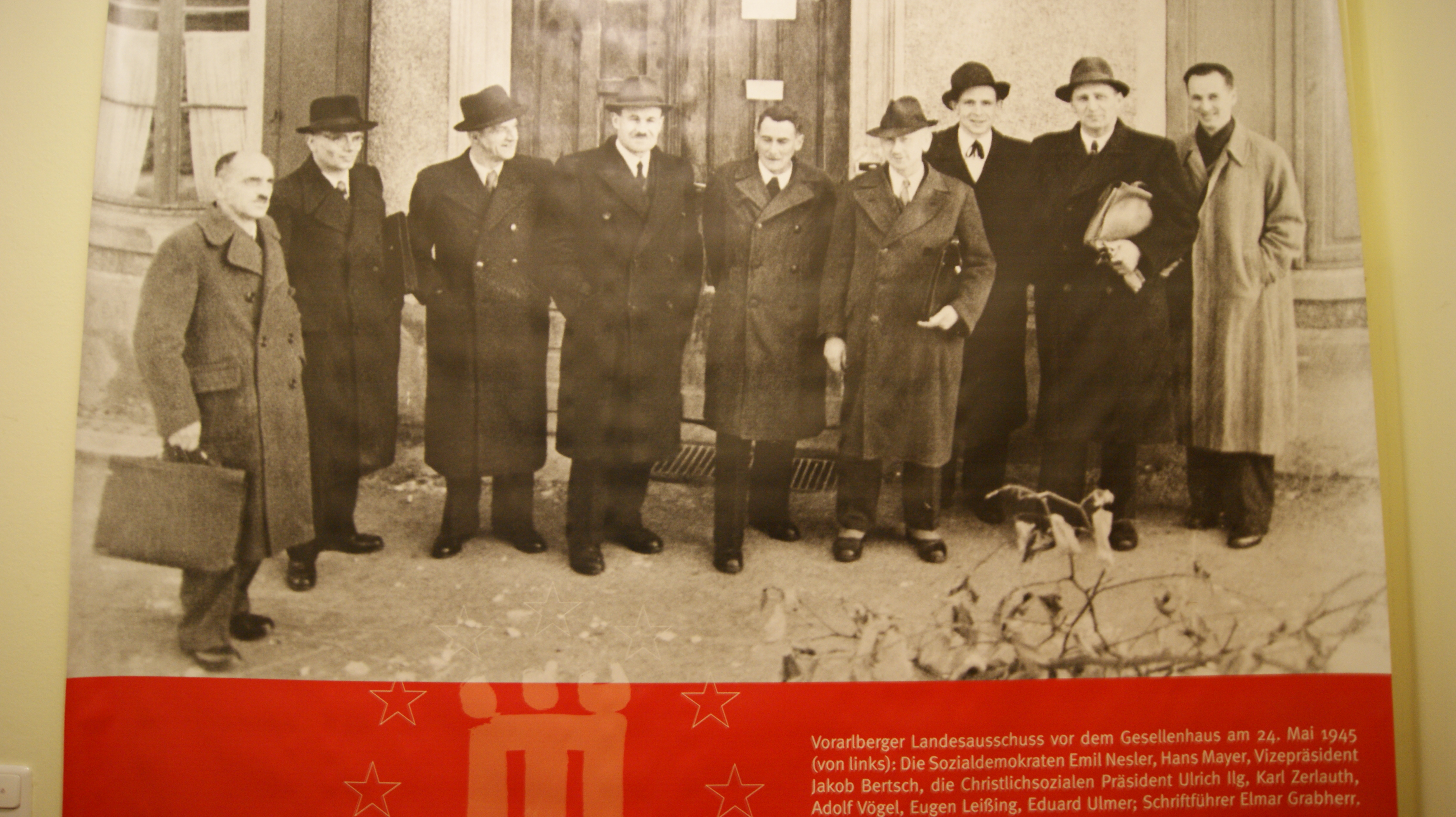
Erinnerungstafel im Eingangsbereich des Kolpinghauses über die Konstituierung des Landesausschusses Vorarlberg am 24. Mai 1945

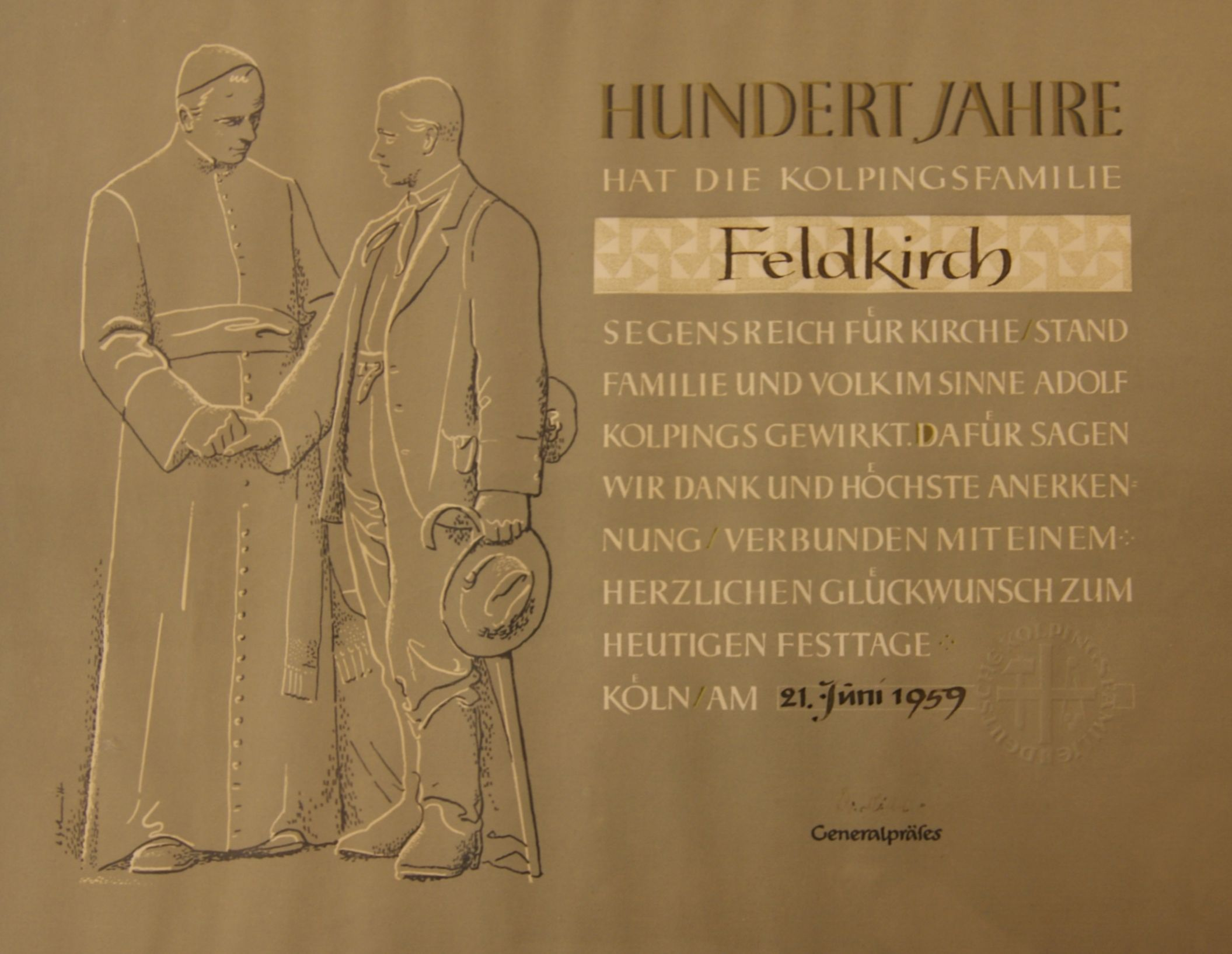
Ehrenurkunde 100 Jahre Mitgliedschaft im Kolpingwerk

Nachdem in der Zwischenkriegszeit die Gemeindeverwaltungen Sozialaufgaben übernommen hatten, verlor auch der Gesellenverein in Feldkirch, spätestens zu Beginn des Zweiten Weltkriegs, seine Bedeutung und auch seinen Einfluss.
Im Haus des Gesellenvereins fand mit Zustimmung des Vereins am 24. Mai 1945 die erste konstituierende Landesausschusssitzung des Vorarlberger Landesausschuss statt (Gedenktafel am Eingang). Der Landesausschuss amtiert zunächst auch im Kolping-Gesellenhaus, ab Anfang Juni in der ehemaligen Handelskammer in Feldkirch. Nach dem Zweiten Weltkrieg wurde das Kolpinghaus neben der eigenen Vereinstätigkeit unter den Präses Pfarrer Kilga und Pfarrer Raimund Zaggl auch verschiedenen Feldkircher Vereinen, Schulen und sozialen Einrichtungen und der Altpfadfindergruppe Feldkirch zur Verfügung gestellt und 1951 bis 1960 bestand unter der Leitung von Fidel Schurig auch wieder eine Kolping-Theatergruppe. Es bestand auch im ersten Obergeschoss zeitweise ein städtischer Kindergarten. Seit Ende der 1960er Jahre konnten auch in Feldkirch Frauen und Mädchen Mitglied der einzelnen Kolpingsfamilie werden und vollzog sich die Umbenennung der
„Katholischen Gesellenvereine und -häuser“ in Österreich in „Kolpingsfamilien und Kolpinghäuser“.
Nach dem Ausbau des Dachgeschosses und weiteren Adaptierungsarbeiten wurde das Vereinslokal in den Dachboden verlegt und finden Veranstaltungen sowie einmal monatlich kostenlose Rechtsberatungen für Vereinsmitglieder statt und bereits seit 1991 sind Einrichtungen der Caritas im Haus untergebracht (z. B. eine Notschlafstellen mit ständiger Betreuung und die Flüchtlingshilfe).
Am 20. Mai 2025 fand eine Festsitzung der Vorarlberger Landesregierung anlässlich des 80. Jahrestages der „Wiederherstellung des Landes Vorarlberg am 24. Mai 1945“ im Kolpinghaus in Feldkirch statt. Neben den aktiven und außer Dienst stehenden Politikern der ÖVP und der FPÖ nahmen auch der Bischof von Vorarlberg, Benno Elbs, zwei Vertreter der Caritas (Walter Schmolly und Michael Natter), ein Vertreter der SPÖ bzw. Volkshilfe Vorarlberg, Anton Schäfer, Nachkommen der die zivile Landesregierung 1945 bildenden Politiker und andere eingeladene Personen an der Festveranstaltung teil.

## Organisation
Der Verein wird ausschließlich von ehrenamtlichen Helfern im Rahmen des Kolpingwerkes Feldkirch getragen und betreut. Der Tätigkeitsbereich ist vorrangig auf Feldkirch in Vorarlberg konzentriert.
Gesetzlich vorgesehene vereinsrechtliche Organe sind: Obmann (Präses, derzeit Markus Schwendinger), Schriftführerin (derzeit Sonja Schwendinger-Natter) und Kassier (derzeit Norbert Natter).
Gemäß § 17 Abs. 8.4 der Statuten bedürfen bestimmte Rechtsgeschäfte, Urkunden, Ausfertigungen und Vereinbarungen der Zustimmung
- des Wirtschaftsvorstandes,
- Information an das Diözesan/Landespräsidium,
- der Mitzeichnung durch den Leiter des Wirtschaftsvorstandes, sowie
- der schriftlichen Genehmigung des Präsidenten von Kolping Österreich:

1. Rechtsgeschäfte, die den Erwerb und Verkauf, die Belehnung und Belastung der Kolpingsfamilie, ihres Liegenschaftsvermögens und sonstiger Vermögenswerte betreffen, langfristige Bestandverträge (Verträge, die aufgrund gesetzlicher Bestimmungen oder getroffener Vereinbarung länger als drei Jahre dauern) und solche, die einem gesetzlichen Kündigungsschutz unterliegen, sowie Rechtsgeschäfte in Zusammenhang mit dem Neu- und Umbau von Kolpinghäuser im Sinne des § 3 Abs. 2.6., sofern diese jährlich 10 % des Vorjahresumsatzes übersteigen. Die Genehmigung setzt die Vorlage der Bau- und Finanzierungsplanung sowie den Bedarfsnachweis voraus.
2. Aufnahme von Darlehen und Krediten, sofern diese ein Jahresvolumen in der Höhe von 10 % des Vorjahresumsatzes übersteigen.

Für die Abhaltung der Generalversammlung einer örtlichen Kolpingsfamilie gibt es einheitliche Geschäftsordnung, die von der Bundes-Generalversammlung beschlossen und in Kraft gesetzt wurde.

## Trivia
Die Kolpingfamilie in Feldkirch ist Pate der Damtiere Charlotte und Emilia im Wildpark Feldkirch.